# Шелару
Шелару (рум. Șelaru) — село у повіті Димбовіца в Румунії. Входить до складу комуни Шелару.
Село розташоване на відстані 62 км на захід від Бухареста, 52 км на південь від Тирговіште, 119 км на схід від Крайови, 134 км на південь від Брашова.

## Населення
За даними перепису населення 2002 року у селі проживали 1289 осіб, усі — румуни. Усі жителі села рідною мовою назвали румунську.